# Darevskia defilippii
Darevskia defilippii là một loài thằn lằn trong họ Lacertidae. Loài này được Camerano mô tả khoa học đầu tiên năm 1877.

## Hình ảnh

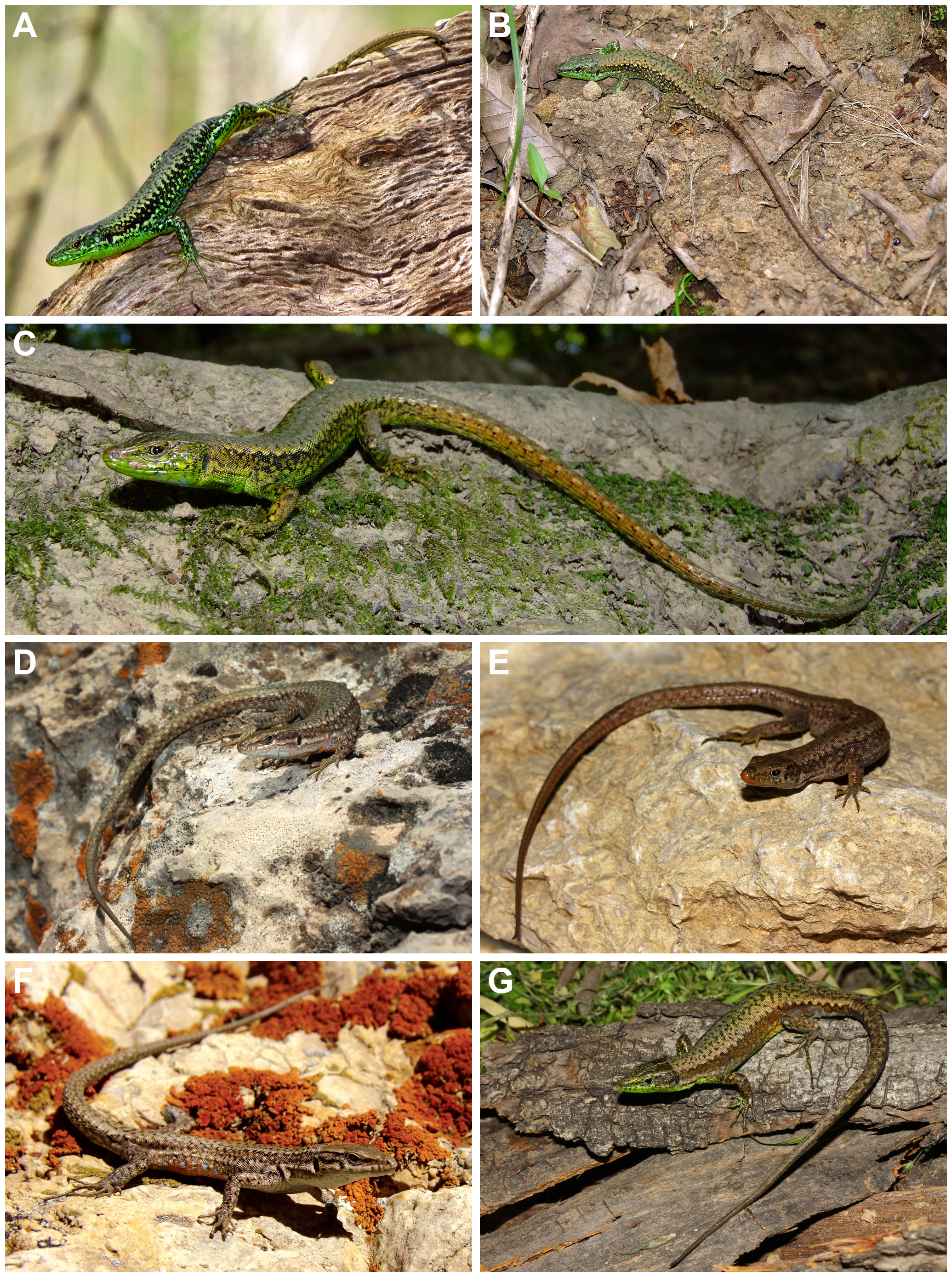
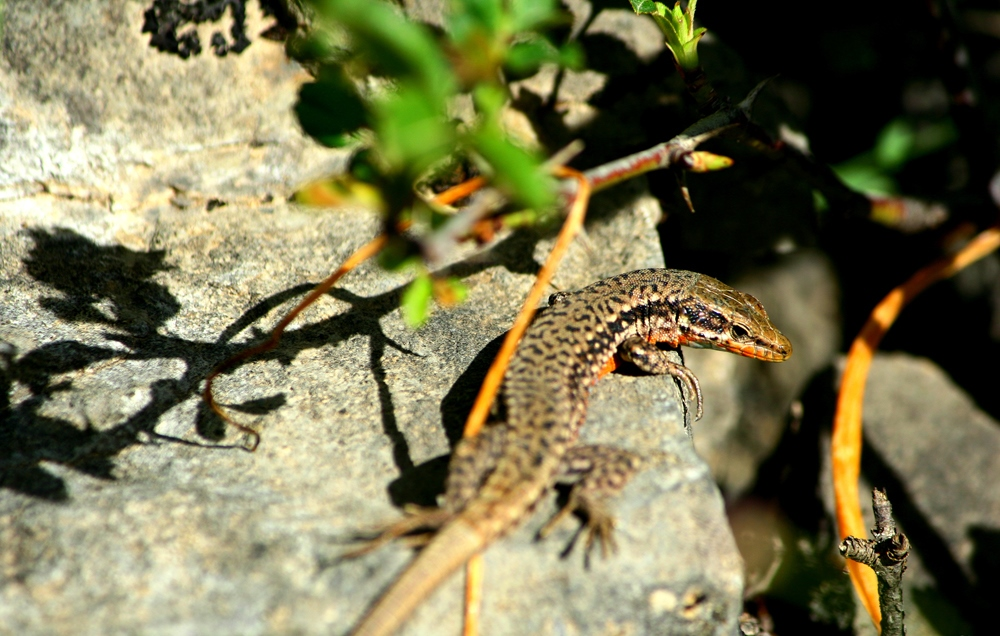
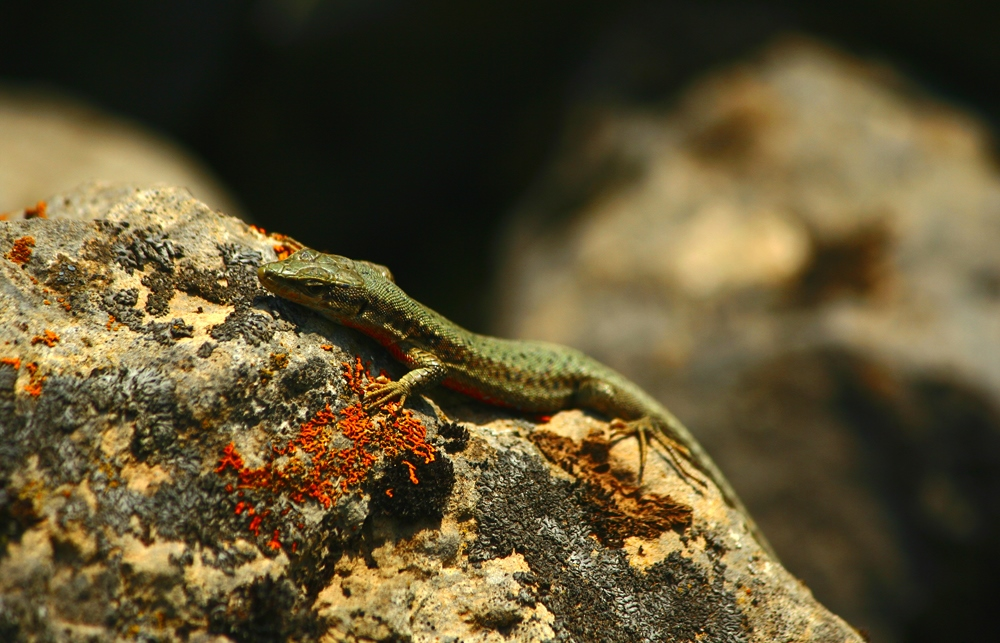
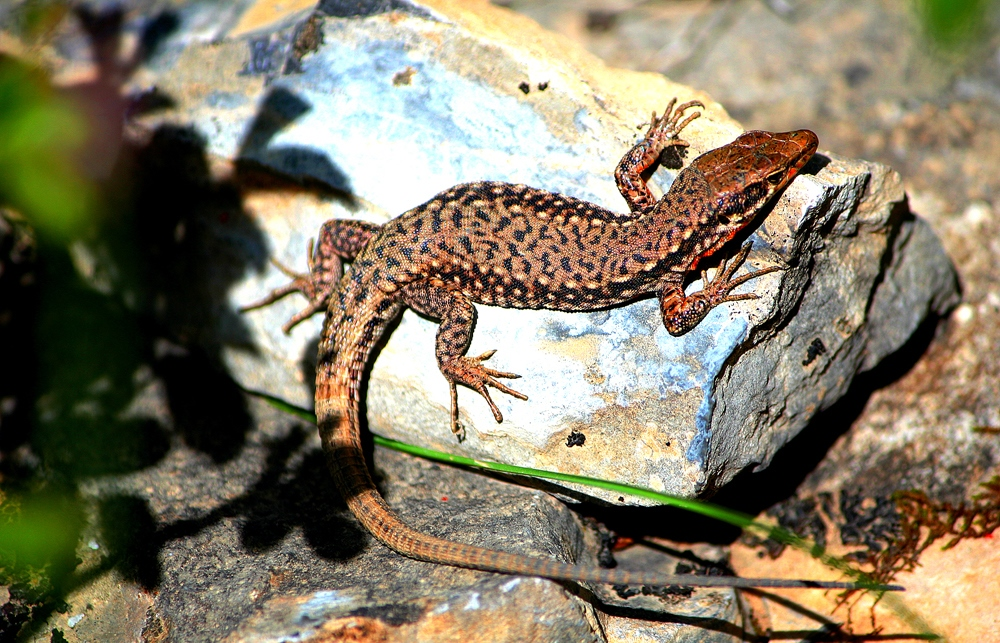